# AN/ALQ-144

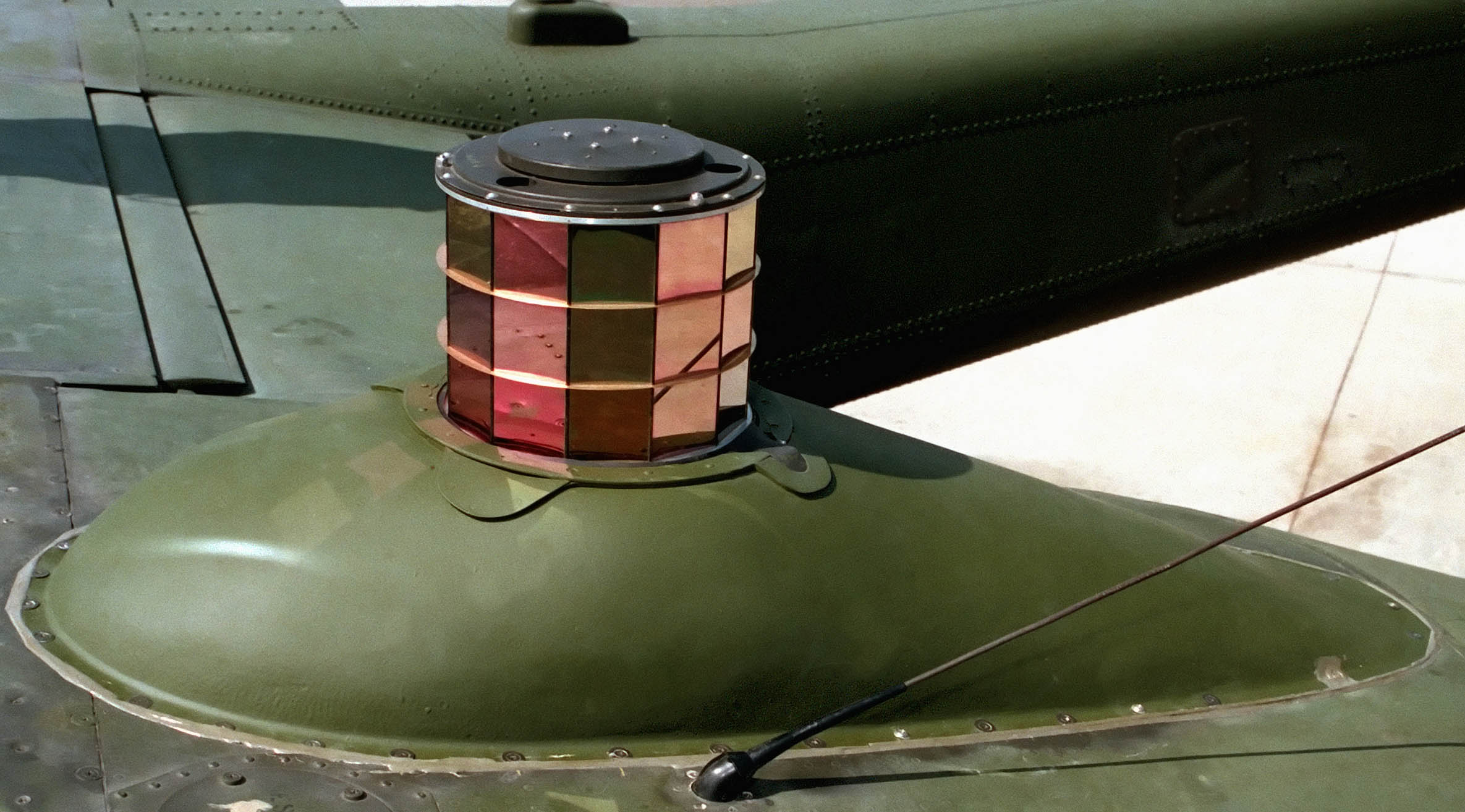
OV-10 ブロンコに搭載されたAN/ALQ-144。

AN/ALQ-144、AN/ALQ-147、AN/ALQ-157はアメリカ合衆国の赤外線誘導ミサイル妨害装置（IRCM）。9K32 ストレラ-2のような赤外線誘導式の地対空ミサイルに対する防御としてサンダース・アソシエイツによって1970年代に開発された。
デコイとしてのフレアは第1世代の赤外線誘導ミサイルの撹乱には有効であったが、放出されたフレアは短時間しか機能しない。
航空機が危険（高リスク）地帯をロイター飛行したり（ヘリコプターのように）低速で飛行したりする必要がある場合、誘導ミサイルを避けるためには大量のフレアが必要になってしまう。
これに対してIRCMは赤外線誘導ミサイルに対する継続的な防護装置である。
AN/ALQ-144とAN/ALQ-147は1981年にアメリカ軍に納入された。現在、3500個以上がアメリカ軍で使用されており、世界19カ国で合計6000個が使用されている。700個のAN/ALQ-157が使用されている。

## AN/ALQ-144とAN/ALQ-147
どちらも強い赤外線を放射するよう加熱された炭化ケイ素のブロックによって構成される。
このブロックは円筒形のシャッターによって囲まれており、シャッターの開閉に従って赤外線がパルス状に放射される。
初期の赤外線誘導ミサイルは回転式のレティクルを使用した。
攻撃目標がレティクルの中心線上にないとき、センサーはパルス信号を出力する。攻撃目標がレティクルの中心線上にあるとき、センサーは一定の信号を出力する。
初期のミサイルでは、ロックオンのためにこの一定の信号が必要であった。
AN/ALQ-144とAN/ALQ-147が放射する赤外線のパルスは、概ねこのレティクルの回転数と一致していた。
ミサイルが発射される前にはパルスによってロックオンを妨害し、そもそも発射することができないようにする。
ミサイルが発射された後でもパルスによって、ターゲットが外れているとミサイル（の誘導システム）に誤解させることで、AN/ALQ-144・AN/ALQ-147を搭載する航空機からミサイルを逸らす。
ロゼット・シーカー（RSIS）やstaringスキャン技術（en:Staring array、en:Infrared homing#Imaging systems）
が使用された第2世代の赤外線誘導ミサイルの登場によってAN/ALQ-144とAN/ALQ-147の有効性は低下したが、後のアップグレードによって有効性を取り戻した。
AN/ALQ-144Aは1991年の湾岸戦争に間に合うように急いでアメリカ軍に納入された。これは当時のイラクが、AN/ALQ-144の効果が限定的となる9K34 ストレラ-3と9K38を保有していたためである。
湾岸戦争の開戦時には、ペルシャ湾に派遣されたAH-64 アパッチの3分の2がAN/ALQ-144Aに更新されていた。
赤外線誘導ミサイルによって失われた唯一のAH-64 アパッチには9K34 ストレラ-3が命中した。
この機体はAN/ALQ-144Aに更新されていなかった数少ない機体のうちのひとつだった。
AN/ALQ-144は、その特徴的な外観のために「ディスコライト」、「ディスコボール」、「ミラーボール」などと呼ばれた。

## AN/ALQ-157
ローラル社（現在はロラール・スペース&コミュニケーションズ）によって製造された。
航空機の片側ずつをカバーする2つの赤外線放射器によって構成される。
動作はマイクロプロセッサによって制御され、5つの予め決められた放射パターンがある。

## 仕様
| Designation | Entered service | Output            | Weight  | Platforms |
| ----------- | --------------- | ----------------- | ------- | --------- |
| ALQ-144     | 1980            | 1.7 kW            | 12.5 kg |           |
| ALQ-147     | 1980            | ?                 | ?       |           |
| ALQ-157     | 1984            | 2 kW (later 4 kW) | 99 kg   |           |

## Variants
- ALQ-144 electrically powered IRCM
  - ALQ-144A upgraded system to deal with more recent generations of IR guided missiles.
  - ALQ-144A(V)1 – Standard in helicopter jammer
  - ALQ-144A(V)3 – Added RFCM on/off switch
  - ALQ-144A(V)5 – Increased protection with a dual phaselocked transmitters and jam code selector switch on the operator control unit
  - ALQ-144A+ – Increased protection with the higher power
  - ALQ-144A+(5) – Increased protection plus with the dual phaselocked ALQ-144A+ transmitter
- ALQ-147 mounted in a modified 150 US gallon (570 liter)  drop tank, it is a fuel powered IRCM.
  - ALQ-147A upgraded system to deal with more recent generations of IR guided missiles.
- ALQ-157 large aircraft version of the system fitted to CH-47 Chinook and C-130 Hercules aircraft, consists of two units, each giving semi-circular coverage.
  - ALQ-157M upgraded system to deal with more recent generations of IR guided missiles.